# Holiday in Cambodia
Holiday in Cambodia è un singolo del gruppo musicale punk Dead Kennedys, successivamente inserito nell'album d'esordio Fresh Fruit for Rotting Vegetables. Sul lato B è presente la traccia Police Truck. La fotografia sulla copertina del singolo raffigura un'immagine relativa al massacro dell'Università Thammasat in Thailandia, con un membro dell'ala di destra che colpisce con una sedia di ferro uno studente protestatario.

## Il brano
Where people dress in black

A holiday in Cambodia

Where you'll kiss ass or crack»
Dove le persone si vestono di nero

Una vacanza in Cambogia

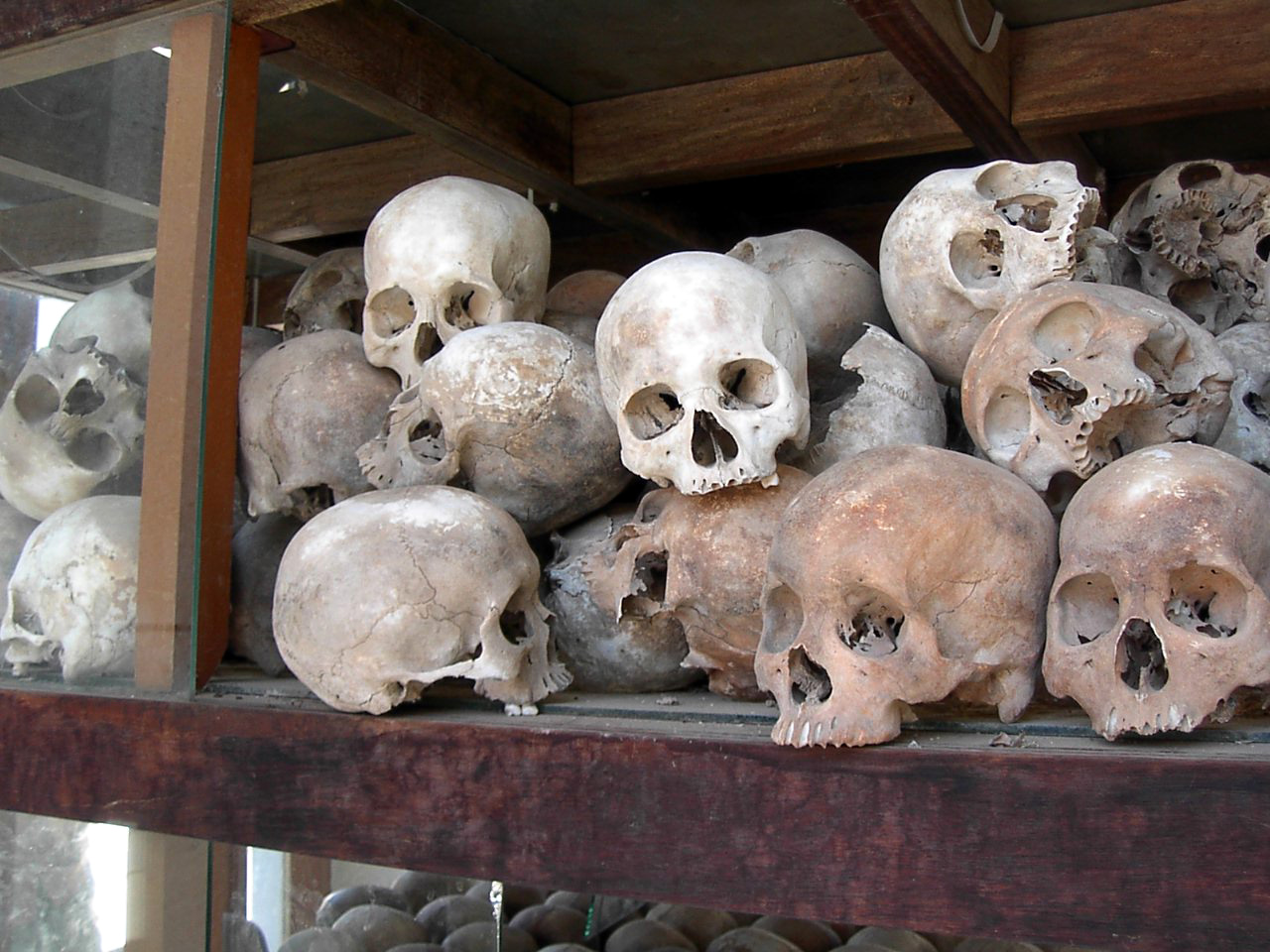
I teschi di alcune vittime dei Khmer rossi in Cambogia.

Dove baci il culo o crepi»
(Holiday in Cambodia, Dead Kennedys)
La canzone è un attacco agli studenti di college statunitensi, ritenuti viziati e privilegiati. Il testo offre il punto di vista ironico di un giovane americano di sinistra e di chiare simpatie comuniste, che auspica di contrastare tale stile di vita agiato con la brutale dittatura comunista dei Khmer rossi, guidata da Pol Pot, che si stima abbia causato la morte di circa due milioni di persone in Cambogia tra il 1975 e il 1979.
La versione che appare in Fresh Fruit for Rotting Vegetables è differente rispetto a quella del singolo, essendo cinquantacinque secondi più lunga, in tempo più veloce e con un'estesa introduzione influenzata dalla musica surf. Anche se il testo originale comprende il termine "niggers" qui utilizzato in tono satirico, nelle successive esibizioni dal vivo dei riformati Dead Kennedys (post-2001, senza Jello Biafra) e in varie cover da parte di altri artisti, il termine è stato sostituito con altre parole tipo "brothers" o "blacks".

### Controversie
Nell'ottobre 1998, Biafra venne citato in giudizio dagli ex membri dei Dead Kennedys. Secondo Biafra, la causa fu il risultato del suo rifiuto di permettere l'utilizzo di Holiday in Cambodia per uno spot pubblicitario della Levi's Dockers. Tuttavia, gli altri membri del gruppo dichiararono che le royalties non erano state correttamente pagate dalla casa discografica (di proprietà di Biafra) che deteneva i diritti sulla canzone. Biafra perse la causa e la Alternative Tentacles venne condannata a pagare 200,000 dollari agli altri membri della band.

## Tracce
Vinile
- Lato A

1. Holiday in Cambodia

- Lato B

1. Police Truck

## Cover
- Earth Crisis
- Lääz Rockit
- Boysetsfire
- Richard Cheese in versione comica riarrangiata come una canzone natalizia.
- Duckmandu nel 2005 sull'album Fresh Duck for Rotting Accordionists.[8]
- Clarence "Blowfly" Reid con il titolo R. Kelly in Cambodia nell'album Blowfly's Punk Rock Party del 2006.
- Agli MTV Video Music Awards 2007 i Foo Fighters ne eseguirono una cover insieme a Serj Tankian. Tale versione è stata inclusa nel lato B del loro singolo Long Road to Ruin.
- Tra il 2007 e il 2008 Tankian ha eseguito il brano dal vivo durante la tournée in supporto al suo album Elect the Dead. Una versione del brano è apparsa successivamente nel 2021 nell'album dal vivo Live in Edmonton.[9]